# Pararctia festiva
Pararctia festiva là một loài bướm đêm thuộc phân họ Arctiinae, họ Erebidae.